# Чай в пакетиках

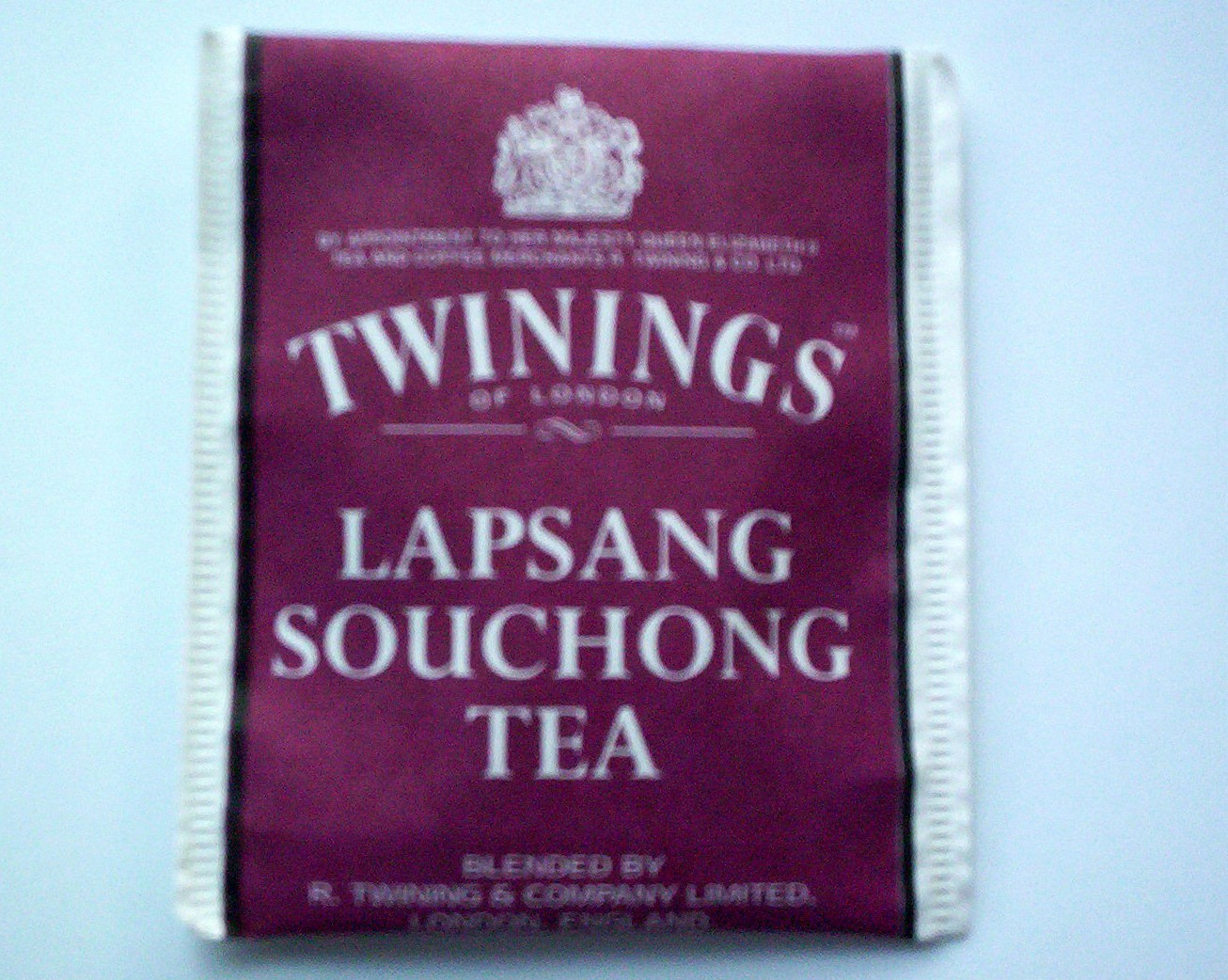
Пакетик чая лапсанг сушонг в индивидуальной упаковке саше

Чай в пакетиках, пакетированный чай — форма фасовки рассыпного (байхового или гранулированного) чая, а также травяных чаёв в небольшие фильтр-пакетики, рассчитанные на заваривание как правило одной чашки готового напитка.

## История

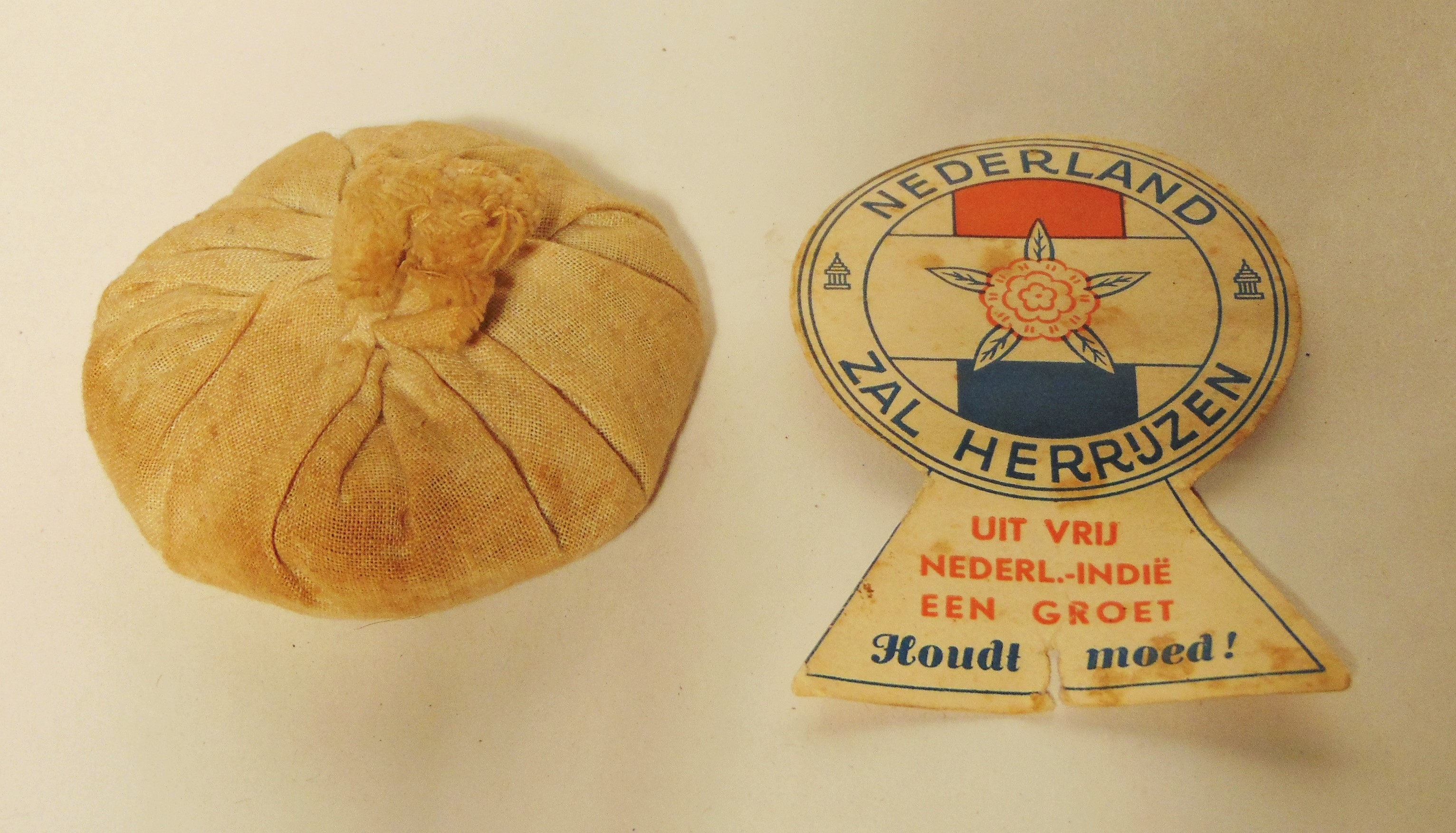
Тканевый чайный пакетик с этикеткой, 1940-е гг., Нидерланды

Считается, что предшественник чайного пакетика был изобретён торговцем Томасом Салливаном в 1904 году, причём совершенно случайно. Традиционно чай продавали в больших жестяных банках, но Салливан решил, что будет выгоднее использовать мелкую расфасовку, а в качестве тары применил шёлковые мешочки. Клиенты, нью-йоркские рестораторы, обнаружили, что чай в новой упаковке удобно заваривать прямо в мешочке. Через короткое время этот способ заваривания распространился, шёлк был заменён на более дешёвую марлю, а навеска чая уменьшилась до одной порции. Пакетированный чай широко использовался на фронте во время Первой мировой войны. Впрочем, Салливана нельзя считать первооткрывателем самого метода заваривания чая в мешочке из фильтрующего материала. Метод этот был известен и ранее, и назвать точно имя того, кто его первым придумал, вряд ли возможно. Во всяком случае, в знаменитой кулинарной книге Елены Молоховец издания 1901 года в рецепте № 3495 рекомендуется следующий способ заваривания чая на семью:

У кого большая семья, или собирается много гостей, или собрание учащихся и т. п. там необходимо делать так: иметь вместо чайника небольшой чисто сохраняемый самоварчик, вскипятить его, прикрыть крышкою. И как только вода перестанет кипеть ключом, тогда спустить до половины самовара чай, завязанный в чистенькую кисейку, и длинную прикрепленную к ней тоненькую тесемочку перекинуть через самовар, чтобы можно было легко вынуть эту кисейку.— Е. Молоховец. «Подарок молодым хозяйкам или средство к уменьшению расходов в домашнем хозяйстве», издание 22. С.-Петербург, 1901
Современный чайный пакетик был изобретён инженером компании Teekanne (Дрезден) Адольфом Рамбольдом. Чайный пакетик появился на рынке в 1929 году. Адольф Рамбольд также является изобретателем нескольких машин для упаковки чая. В 1929 году была изобретена упаковочная машина Pompadour, которая производила 35 пакетиков в минуту, затем — Reliance (80 пакетиков), в 1949 появилась упаковочная машина Constanta (160 шт.). Слишком дорогой шёлк был довольно быстро исключён из производства чайных пакетиков. Главным упаковочным материалом для первых пакетиков была марля, чуть позже — особая бумага из волокон манильской конопли, но и она вскоре уступила место более совершенной фильтровальной бумаге. В конце 1950 года появился запатентованный фирмой Teekanne двухкамерный чайный пакетик, который закрывался металлическими скобами. Таким образом, в бумагу стало поступать больше воды, чай стал быстрее завариваться и полнее насыщаться ароматом.
Пакетированный чай с конца 1970-х годов практически вытеснил с рынка выпускавшийся до этого прессованный таблетированный и плиточный чай (выпускавшийся в виде таблеток или плиток, спрессованных из чайной крошки и пыли). Одним из преимуществ пакетиков стало то, что пакетик отфильтровывает особенно мелкую пыль, и чай получается прозрачным, тогда как заваривание чайных таблеток придавало чаю неприятный, мутный оттенок.

## Пакетик

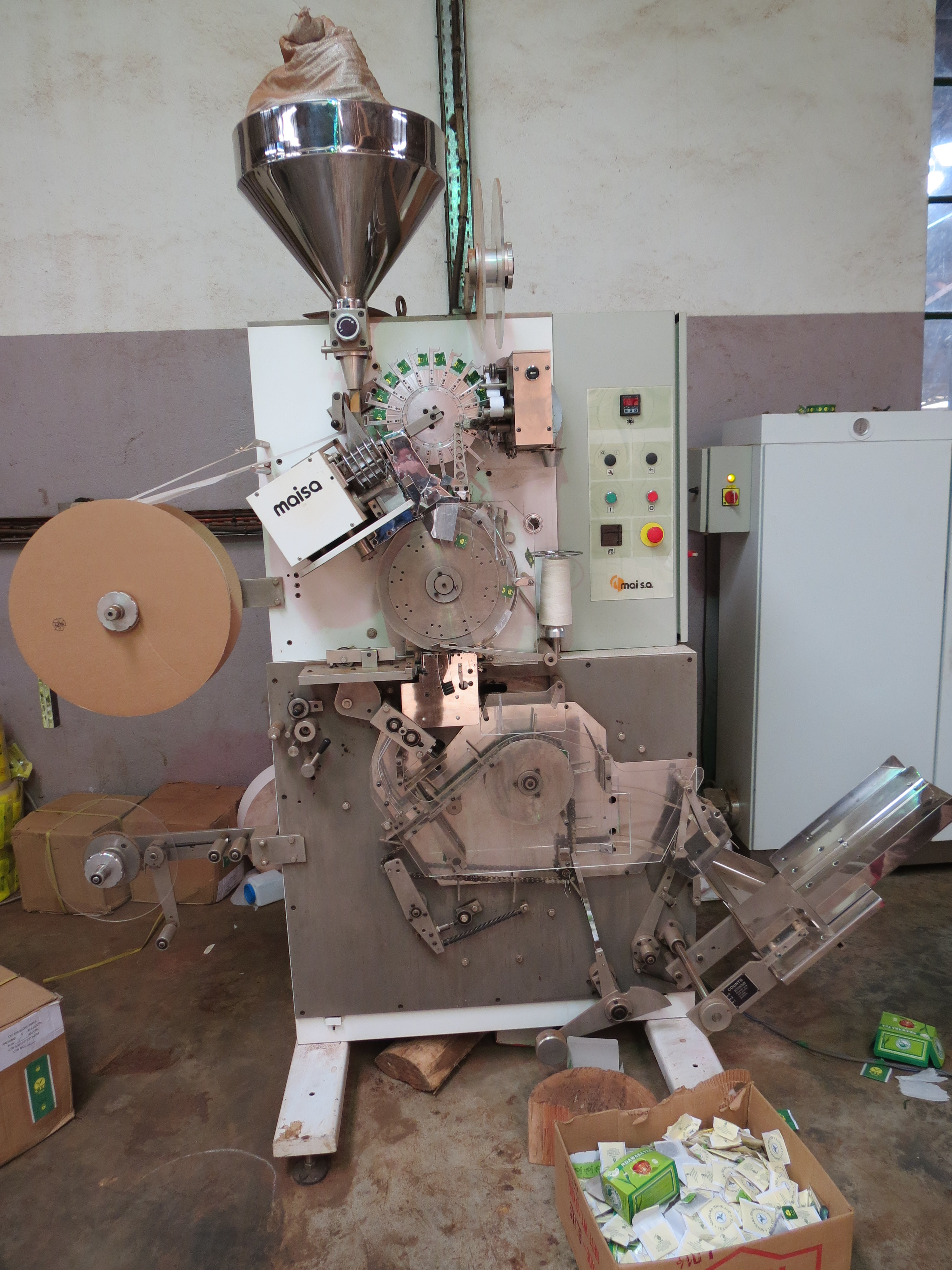
Машина для упаковки в пакетики

Представляет собой закрытый пакетик из фильтровальной бумаги, обычно содержащий разовую дозу чая для однократной заварки. Пакетик, как правило, закрывается металлической скобкой, потому что клей отрицательно сказался бы на вкусовых качествах чая. Некоторые производители не закрывают пакетик, а просто завязывают его ниткой. Иногда встречаются пакетики, закрытые термоспособом, для этого внутренняя поверхность фильтр-бумаги содержит термопластиковое волокно. Большинство чайных пакетиков имеют нитку, за которую пакетик легко можно вытащить из готового чая.
Форма пакетика может быть различной. В Европе распространены прямоугольные пакетики, которые могут быть однокамерными или двухкамерными (во втором случае пакетик представляет собой два прямоугольных пакетика с одной общей стороной и имеет больший внутренний объём). В последнее время под разными брендами расширяется выпуск чая в пирамидальных пакетиках — реклама утверждает, что за счёт большего объёма чай в них лучше заваривается; впервые пакетики такой формы были запатентованы и появились на рынке в 1996 году. В Великобритании популярны плоские круглые пакетики без шнура, которые укладываются на дно чашки. Кроме пакетиков, рассчитанных на заваривание одной чашки чая, выпускаются и более крупные, на несколько порций воды, для заваривания в чайнике или электрической кофеварке. Наконец, выпускаются чайные пакетики без чая, различных размеров, на две-три ложки сухой заварки — они позволяют заваривать любой чай (он просто засыпается в пакет, который затем перетягивается ниткой) и предназначены просто для повышения удобства заварки и облегчения последующей чистки заварочных принадлежностей.
Наиболее часто встречается следующий состав фильтр-бумаги чайных пакетиков: натуральное древесное волокно (65-75 %), термопластиковое волокно (15-23 %), волокно абаки (10 %). Такая фильтр-бумага хорошо пропускает воду, химически нейтральна, никак не влияет на вкус чая, не содержит растворимых в воде компонентов, сама не растворяется в воде и ничего в неё не выделяет. В последнее время некоторые производители, начали выпускать чай в пакетиках из мелкоячеистой пластиковой сетки. Поры сетки существенно крупнее, чем фильтровальной бумаги, она не отфильтровывает мелкую пыль, поэтому подходит только для относительно крупно порезанного сырья. Согласно наблюдениям учёных, один пирамидальный пластиковый пакетик при заваривании чая выпускает в воду миллиарды наночастиц и микрочастиц пластика, об опасности этого для здоровья пока ничего не известно, но эти учёные советуют использовать чай без пакетика или пакетик из бумаги.
Некоторые марки пакетированных чаёв выпускаются в двойной упаковке: каждый фильтр-пакетик помещается в отдельный заклеенный бумажный конверт или запаянный герметичный конверт из фольгинированного пластика. Такая фасовка лучше сохраняет ароматизацию чая и защищает его от впитывания посторонних запахов в течение длительного времени, но заметно увеличивает цену.

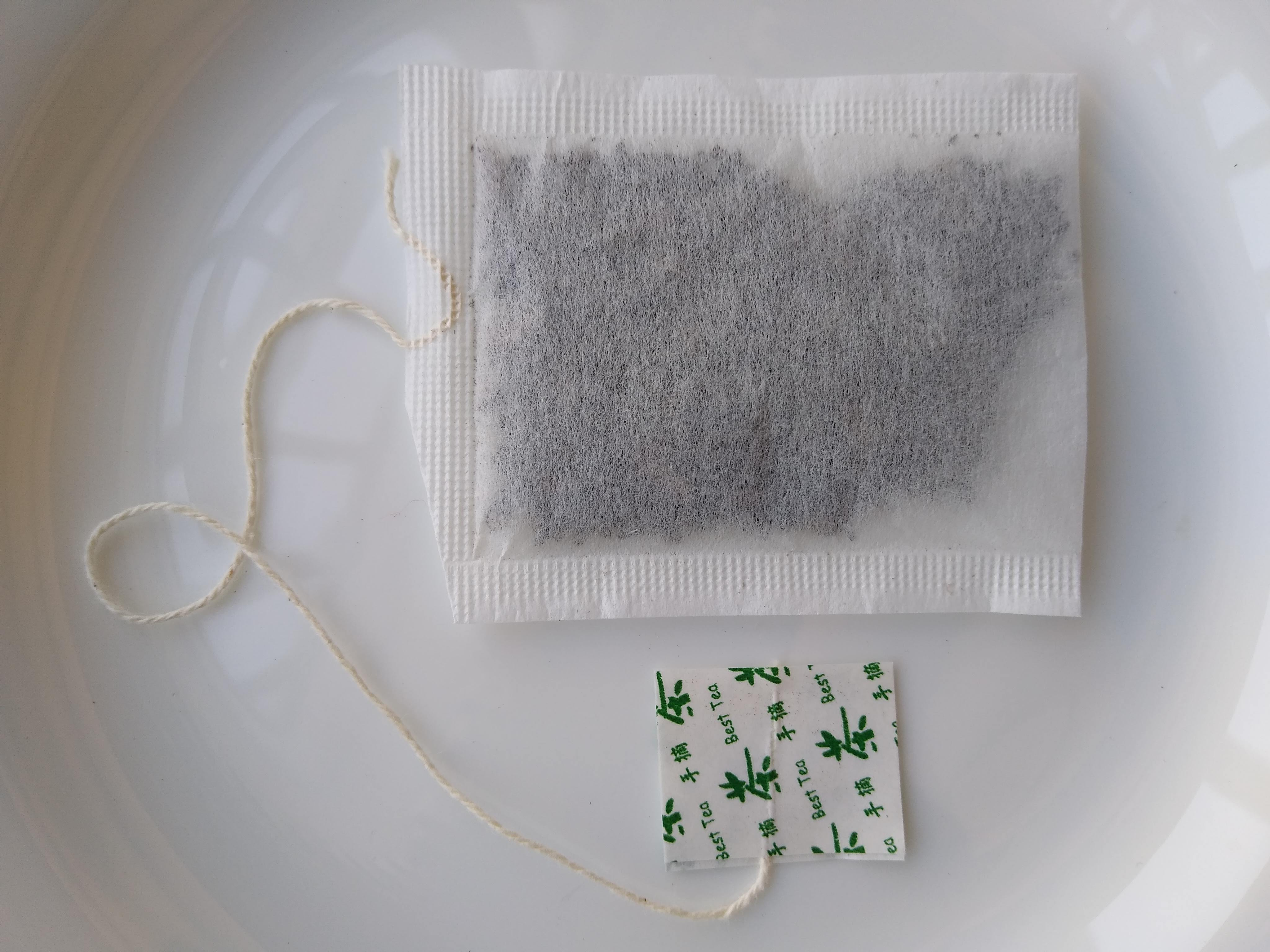
Однокамерный чайный пакетик с ярлычком
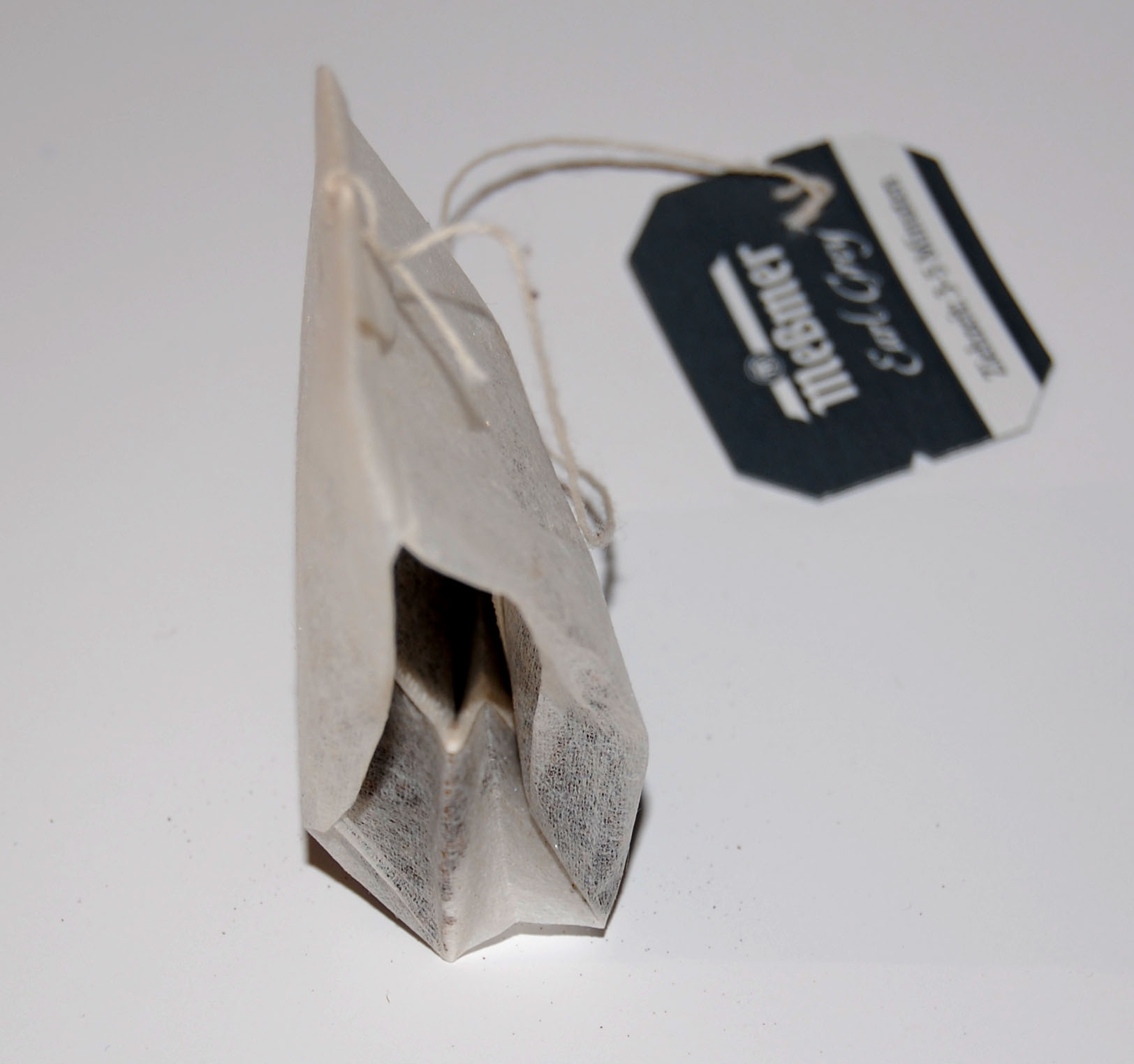
Двухкамерный чайный пакетик
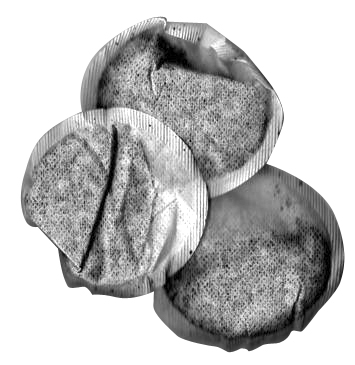
Круглой формы
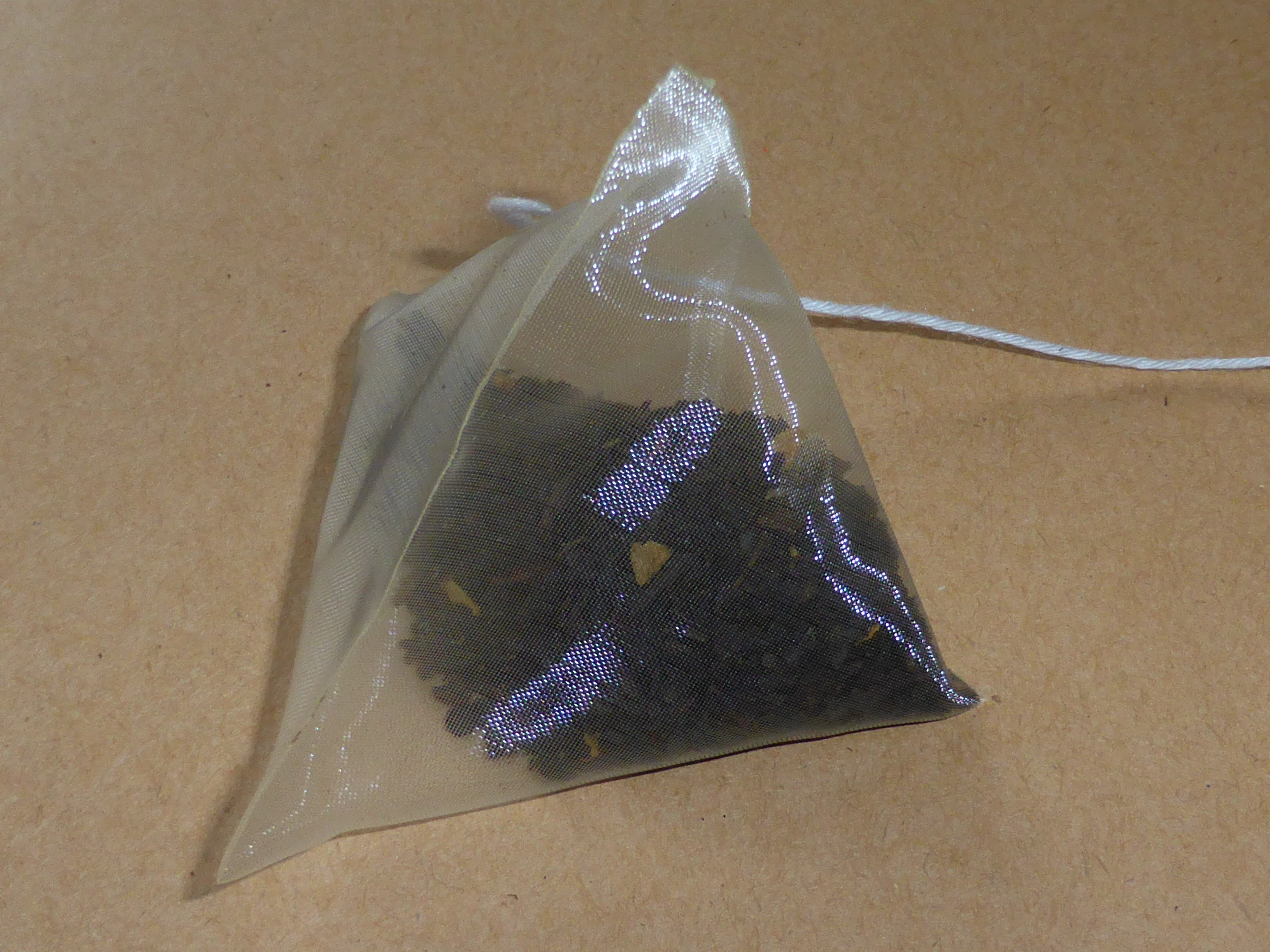
В виде пирамидки из полимерной сетки
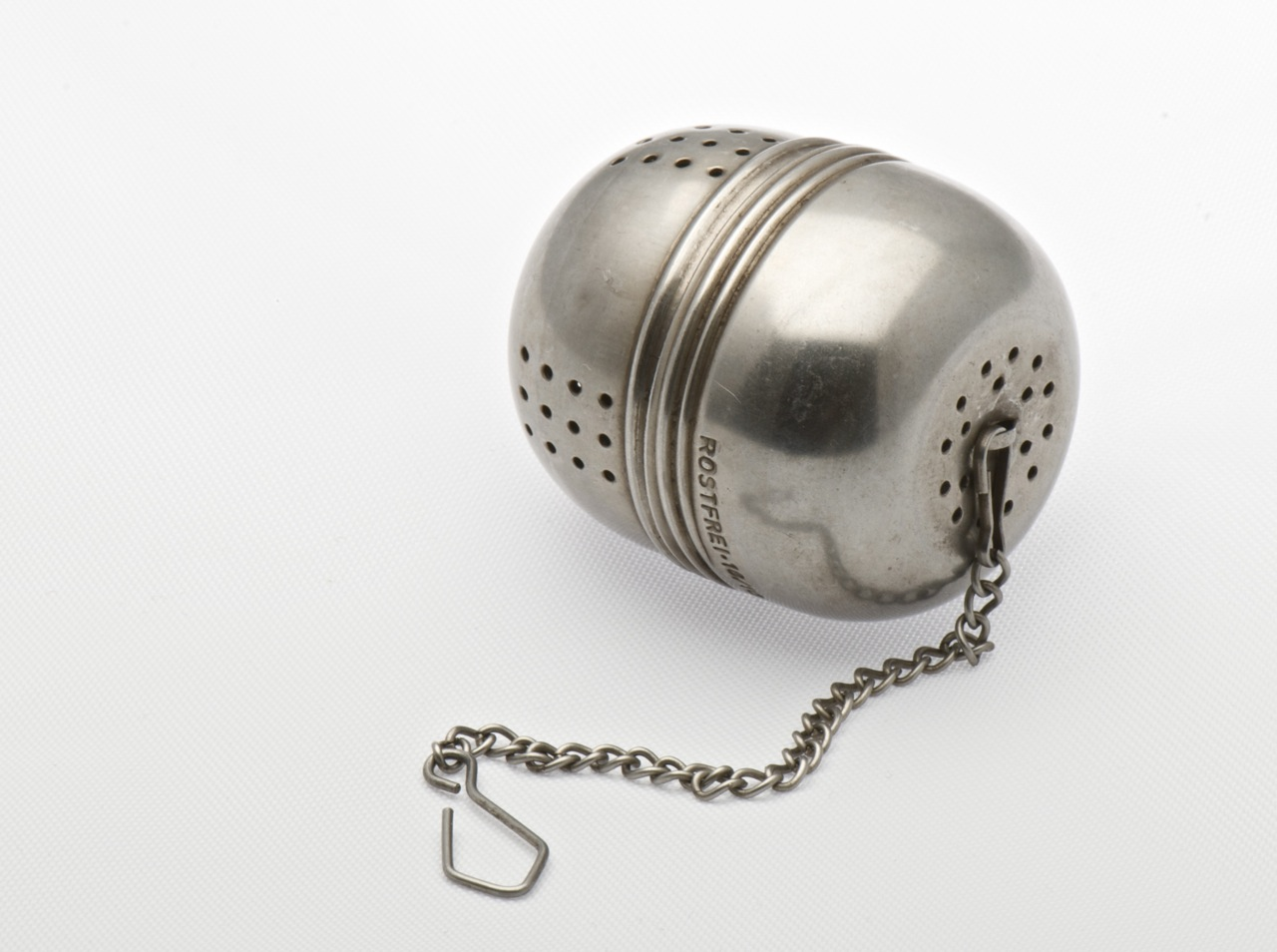
Ситечко для заварки (чайный инфузер)

## Качество чая
Качество пакетированного чая достаточно разнообразно. Некоторые производители выпускают в пакетированной форме высококачественные и дорогие листовые чаи. Из таких пакетиков получается весьма качественный напиток, почти или совсем не уступающий получаемому обычной заваркой байхового чая. Впрочем, такой пакетированный чай дорог и встречается нечасто.
Обычно для производства пакетированного чая используют мелколистовой чай или так называемый «лист категории D» (от английского dust — пыль — термин, который наряду с другими — leaf, broken и др. описывает размер чайного листа, а не его качество), для получения которого используют крошку или нарезку чайных листьев. Недобросовестные производители нередко восполняют недостатки аромата и вкуса сырья ароматизаторами, вкусовыми добавками и пищевыми красителями, как и при производстве листового чая.

## Распространение

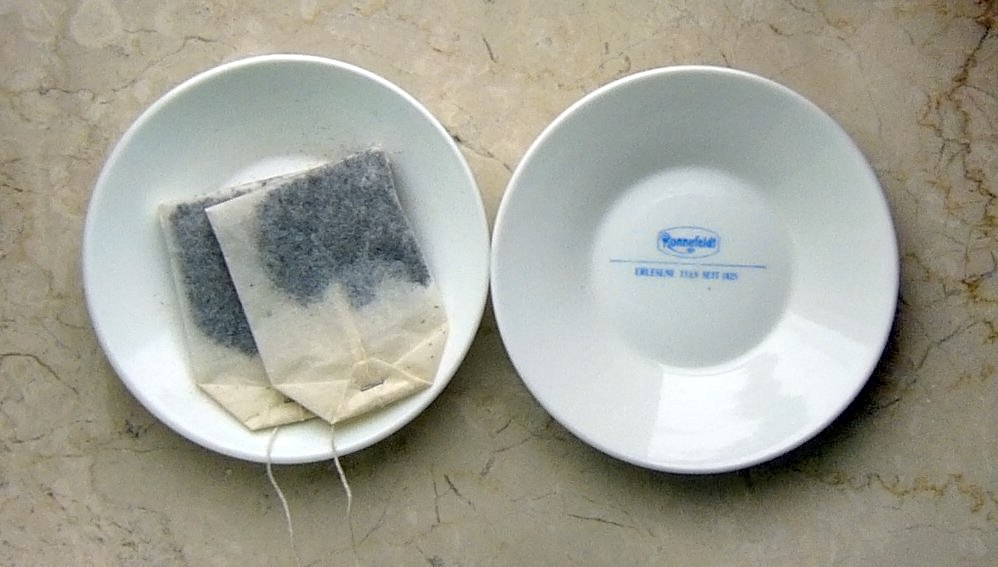
Тарелочки для чайных пакетиков

Несмотря на отмеченные недостатки, пакетированный чай широко распространён в мире и доля его в общем чайном рынке возрастает. В Европе доля пакетированного чая составляет около 77 %, а в Англии, известной своими богатыми чайными традициями, в 2007 до 90 %-96 % потребления приходится именно на пакетированный чай. Пакетики прочно заняли нишу в недорогих заведениях общественного питания и стали практически стандартом для офисного чаепития в Европе и Америке. Увеличивается их потребление и в семьях.
В России пакетированный чай традиционно был непопулярен, его использовали, большей частью, в ситуациях, когда не было возможности нормально заварить обычный чай (в дороге, в офисе), а также подавали в заведениях общественного питания. На начало XXI века доля пакетированного чая на российском рынке не превышала 9 %. Но в дальнейшем ситуация резко изменилась, и в первом квартале 2015 года пакетированный чай обогнал обычный. При этом, однако, наблюдается нетипичная тенденция: вопреки представлению, что пакетики в первую очередь потребляются в крупных, промышленно развитых городах с высоким темпом жизни, в России доля их потребления растёт в небольших городах, в то время как в Москве, напротив, увеличивается доля обычного рассыпного чая.